# Саджаа – Джебель-Алі
Саджаа – Джебель-Алі – трубопровід, споруджений для постачання блакитного палива з родовища Саджаа (емірат Шарджа) до емірату Дубай.
У першій половині 1980-х почалась розробка газоконденсатного родовища Саджаа, ресурс з якого подали спершу до міста Шарджа (1983) та ряду північних еміратів (1984). Поставкам до розташованого південніше емірату Дубай певний час заважала територіальна суперечка, проте її доволі швидко врегулювали і вже у січні 1986-му став до ладу газопровід Саджаа – Джебель-Алі. Він мав довжину 76 км, був виконаний в діаметрі 600 мм та завершувався на газопереробному заводі Джебель-Алі, де з доправленого ресурсу вилучали пропан-бутанову фракцію.
Первісна домовленість передбачала поставки біля 4 млн м3 на добу, проте вже у 1987-му уклали угоду про збільшення цього об’єму до 7 млн м3. Трубопровід при цьому подовжили на 8 км та вивели до головного споживача – ТЕС Джебель-Алі (можливо відзначити, що в 1986-му на ГПЗ Саджаа також запустили потужності по вилученню пропану і бутану з отриманням у підсумку підготованого «сухого» паливного газу).
Станом на 1993-й поставки із Шарджі в Дубай знаходились на рівні 8,5 млн м3 на добу. Втім, через стрімкий розвиток дубайської електроенергетики цього було недостатньо для покриття її потреб, так що в 2001-му сюди почались поставки газу з емірату Абу-Дабі по трубопроводу Макта – Джебель-Алі (у другій половині 2000-х по ньому ж стала можливоа подача ресурсу катарського походження, отриманого по офшорній системі Рас-Лаффан – Тавіла). Тим часом видобуток на Саджаа стагнував, так що через невдовзі у самій Шарджі виник дефіцит блакитного палива. Покрити його шляхом імпорту з Ірану (побудований, проте так і не введений в дію трубопровід Салман – Саджаа) не вдалось, тому у другій половині 2010-х в Шарджі уклали угоду про поставки катарського газу та почали планувати спорудження терміналу для імпорту ЗПГ.